# Anuanuraro
Anuanuraro is een onbewoonde atol in de Tuamotuarchipel in Frans-Polynesië. Het is deel van de Îles du Duc de Gloucester en ligt zo'n 29 km ten noordwesten van Anuanurunga, zijn naaste buur. Hoewel het eiland niet permanent bewoond is, zijn er wel tijdelijke bewoners op het zuidelijke eiland van de atol. Bestuurlijk/administratief gezien behoren de vier atollen van de Îles du Duc de Gloucester tot de gemeente (commune) Hao.
Anuanuraro heeft een ruitvorm en meet 5,3 bij 3,2 km en heeft een landoppervlakte van 2,2 km². De lagune heeft een wateroppervlakte van 7 km² en wordt volledig omringd door een koraalrif.

## Geschiedenis
De ontdekking van het eiland door Europeanen was door de Britse marineofficier en ontdekkingsreiziger Philip Carteret. Hij bezocht de Îles du Duc de Gloucester in 1767 en noemde de atol Archangel.
Het eiland was privébezit van de Tahitiaanse parelhandelaar Robert Wan. Die liet er in 1982 een start- en landingsbaan van 1 km lengte aanleggen. In 2002 kocht de regering van Frans-Polynesië het eiland terug van Wan voor 7,1 miljoen euro. Daarover ontstond veel ophef omdat de waarde van het eiland in 2002 geschat werd op 1,2 miljoen euro. De landingsbaan is na de aankoop in onbruik geraakt.
Atollen: Anuanuraro · Anuanurunga · Hereheretue · Nukutepipi